# Лия Лис
Лия Лис (на английски: Lya Lys) е американска актриса.

## Биография
Родена е на 18 май 1908 година в Берлин в семейството на банкер и лекарка, което малко по-късно се премества в Париж. От края на 20-те години се снима в Холивуд, първоначално във френскоезични филми, но често пътува и до Европа, където изпълнява главната роля в сюрреалистичния филм „Златният век“ („L'Âge d'or“, 1930). През 1940 година прекратява кариерата си в киното.
Лия Лис умира на 2 юни 1986 година в Нюпорт Бийч.

## Избрана филмография
- „Златният век“ („L'Âge d'or“, 1930)
- „Clear All Wires!“ (1933)
- „The Return of Doctor X“ (1939)
- „Murder in the Air“ (1940)